# 雅布赖盐湖
雅布赖盐湖（英语：Yabulai Salt Lake）或称雅巴赖达布森淖尔（汉语拼音字母：Yabarai davsan nuur），是一个位于中国内蒙古自治区阿拉善盟阿拉善右旗东南部、雅布赖镇以南的鹽池，原為盐湖，现已干涸，无明显水面。湖面高程1230米，长6.8千米，最大宽5.2千米，平均宽3.3千米，面积22.6平方千米。盐湖地处巴丹吉林沙漠与腾格里沙漠交汇处雅布赖山南麓的半封闭沙漠盆地内，补给水源主要来自南、北山区的洪水及基岩裂隙水补给。盐湖富岩盐和芒硝资源，所产食盐质地纯白，俗称“雅盐”，久负盛名。